# إيفرت دولمان
إيفرت دولمان (بالهولندية: Evert Dolman) مواليد 22 فبراير 1946 في روتردام، هولندا - الوفاة 12 مايو 1993 في دوردريخت، هولندا، كان دراج هولندي في صنف سباق الدراجات على الطريق. سبق أن شارك في دورة الألعاب الأولمبية الصيفية وفاز بميدالية أولمبية.

## سجل النتائج

### سباقات أو مراحل فاز بها
- طواف إسبانيا
- بطولة العالم لسباق الدراجات على الطريق

## الميداليات
| الميدالية | المسابقة                       |
| --------- | ------------------------------ |
| ذهبية     | الألعاب الأولمبية الصيفية 1964 |

## وصلات خارجية
- الموقع الرسمي

## روابط خارجية
- إيفرت دولمان على موقع أرشيف الدراجات (الإنجليزية)
- إيفرت دولمان على موقع إحصائيات الدراجات الإحترافية (الإنجليزية)
- إيفرت دولمان على موقع CycleBase (الإنجليزية)
- إيفرت دولمان على موقع أوليمبيديا (الإنجليزية)